# Attatba
Attatba (în arabă الحطاطبة) este o comună din provincia Tipaza, Algeria.
Populația comunei este de 27.059 de locuitori (2008).